# おりおん
おりおんは、大洋フェリーが運航していたフェリー。フジフェリー、関西汽船で運航された後、再び名門大洋フェリーで就航した。

## 概要
大洋フェリーの第一船として林兼造船下関造船所で建造され、1973年4月に大阪 - 苅田航路に就航した。
1977年3月、さんふらわあ、さんふらわあ2の就航により、定期運航から外れ常石造船に係船された。1978年11月、日本カーフェリーに売却されたいせ丸の代船としてフジフェリーに用船され、東京 - 松阪航路に就航した。
1979年11月、九州急行フェリーへの営業譲渡によるフジフェリーの解散で用船解除され、関西汽船に売却され、フェリーにしき丸となり、1980年12月、別府航路に就航した。
1984年12月、フェリーこがね丸（元太平洋沿海フェリー「あるごう」）とともにさんふらわあ、さんふらわあ2と等価交換され、名門大洋フェリーに復帰、船名を再びおりおんとした。
1989年3月、ニューおりおんの就航により引退した。
1989年、ギリシャのミノアンラインズへ売却され、DAEDALUSとなり、1991年にパトラ - イグメニッツァ - コルフ - アンコーナ航路に就航した。2002年はセサロニキ - キクラデス - ティノス - ミコノス - パロス - ナクソス - サントリーニ - ヘラクリオン航路で運航された。
2005年、アルバニアのAdria Ferriesに売却され、RIVIERA ADRIATICAとなり、アンコーナ - ドゥラス航路、バーリ - ドゥラス航路に就航した。
2006年はアルジェリアフェリーに傭船され、マルセイユ - アルジェ、アリカンテ - アルジェ航路で運航された。
2012年にCLAUDIA PRIMAに船名を変更した。

### 航路
大洋フェリー
- 大阪港 - 苅田港

フジフェリー
- 東京港 - 松坂港

関西汽船
- 大阪港 - 神戸港 - 今治港 - 松山港 - 別府港

名門大洋フェリー
- 大阪南港 - 新門司港

## 設計
船体塗装は柳原良平によるデザインで、白い船体に側面に巨大な流れ星が描かれた。ファンネルは、商船三井系列のオレンジファンネルグループ（日本沿海フェリー、フジフェリー、九州急行フェリー、大洋フェリー）にちなんでオレンジに塗装されていた。

## 事故
貨物船衝突
1973年5月30日1時20分頃、愛媛県梶取ノ鼻灯台西沖にて濃霧の影響によりタンカー第3進興丸と本船が衝突、負傷者はなかったものの第3進興丸の右舷2番タンクが破損し重油が流出した。